# Liste der aargauischen Staatsschreiber
Diese Liste zeigt die Staatsschreiber des Kantons Aargau seit dessen Gründung 1803.
| Staatsschreiber                  | von  | bis  | Bemerkung                                                                                  |
| -------------------------------- | ---- | ---- | ------------------------------------------------------------------------------------------ |
| Gottlieb Rudolf Kasthofer        | 1803 | 1823 | [ 1 ]                                                                                      |
| Karl Suter                       | 1823 | 1828 |                                                                                            |
| Karl Friedrich Rothpletz         | 1828 | 1832 |                                                                                            |
| Friedrich Strauss                | 1832 | 1837 |                                                                                            |
| Karl Ludwig Ringier              | 1837 | 1875 | [ 2 ]                                                                                      |
| Alexander Julius Arnold Zschokke | 1875 | 1905 |                                                                                            |
| Emil Keller                      | 1905 | 1909 | Später Regierungs- und Nationalrat.                                                        |
| Ludwig Gottlieb Franz Schulthess | 1909 | 1912 |                                                                                            |
| Fritz Wietlisbach                | 1912 | 1917 |                                                                                            |
| Karl Renold                      | 1917 | 1925 | Später Nationalrat und BGB-Präsident.                                                      |
| Walther Heuberger                | 1925 | 1953 | [ 5 ]                                                                                      |
| Werner Baumann                   | 1953 | 1962 | [ 6 ]                                                                                      |
| Hans Suter                       | 1962 | 1978 | Grosse Verwaltungsreform zu Beginn der 1970er-Jahre. Einleitung einer Verfassungsrevision. |
| Josef A. Sieber                  | 1978 | 1993 | Erster Staatsschreiber aus den Reihen der CVP (alle Vorgänger waren Freisinnige).          |
| Juan F. Gut                      | 1993 | 1996 |                                                                                            |
| Marc Pfirter                     | 1996 | 2004 |                                                                                            |
| Peter Grünenfelder               | 2004 | 2016 |                                                                                            |
| Vincenza Trivigno                | 2016 | 2021 |                                                                                            |
| Joana Filippi                    | 2021 |      |                                                                                            |